# Klaus Wiesehügel
Klaus Wiesehügel (Mülheim an der Ruhr, 1 mei 1953) is een voormalig Duits syndicalist en politicus voor de SPD.

## Levensloop
Wiesehügel is de zoon van een betonbouwer en woonde tot zijn vijfde op de boerderij van zijn grootvader. Hij kreeg een opleiding tot betonbouwer aan de vakschool. Dit beroep oefende hij uit tot 1974. Vervolgens ging hij aan de slag bij de DGB-vakcentrale Industriegewerkschaft Bau-Steine-Erden (IG BSE) als Nachwuchsekretär en in 1975 startte hij een opleiding aan de Sozialakademie te Dortmund om vervolgens als vakbondssecretaris te worden. Tevens trad hij toe tot de Sozialdemokratische Partei Deutschlands (SPD)
In november 1995 volgde hij Bruno Köbele op als voorzitter van de IG BSE. Onder zijn bestuur fuseerde deze vakcentrale op 1 januari 1996 met het Gewerkschaft Gartenbau, Land- und Forstwirtschaft (GGLF) tot de Industriegewerkschaft Bauen-Agrar-Umwelt (IG BAU). In 2013 werd Wiesehügel als voorzitter van deze vakcentrale opgevolgd door Robert Feiger. Tevens werd hij in 1997 aangesteld als ondervoorzitter van de International Federation of Building and Wood Workers (IFBWW). Na de fusie van deze internationale vakbondsfederatie met de World Federation of Building and Wood Workers (WFBW) in december 2005 werd hij op het stichtingscongres van de Building and Wood Workers' International (BWI) te Buenos Aires verkozen als voorzitter, een functie die hij uitoefende tot 2013. Hij werd in deze hoedanigheid opgevolgd door de Zweed Per-Olof Sjöö.
Daarnaast zetelde hij van 1998 tot 2002 in de Bundestag. Hij behoorde tot de partijcritici van de "Agenda-Politik" van de regering Schröder. Tevens was hij een fel tegenstander van de verhoging van de pensioenleeftijd tot 67. In 2013 trad hij toe tot het "Kompetenzteam" van kandidaat-kanselier Peer Steinbrück.